# Prix Peccot-Vimont
Der Prix Peccot-Vimont (französisch; auch kurz Prix Peccot) des Collège de France ist ein seit 1885 vergebener Preis für junge Mathematiker (Alter unter 30 Jahre).
Er wird teilweise  auch an die Mathematiker verliehen, die die Voraussetzung erfüllen und die Vorlesung Cours Peccot am Collège de France halten.
Er ist nach dem jungen Mathematiker Claude-Antoine Peccot benannt (einem Schüler von Joseph Bertrand am Collège de France), dessen Familie dafür eine Stiftung gründete.

## Preisträger
- Liouba Bortniker
- Jacques Hadamard (1865–1963)
- Elie Cartan (1869–1951)
- Jules Boquet
- Jules Drach (1871–1949)
- Louis-Emmanuel Leroy
- Adolphe Bühl
- Gabriel Mesuret
- Pierre Fatou (1878–1929)
- Maurice Frechet (1878–1973)
- Henri Galbrun
- Osée Marcus
- Jean Chazy (1882–1955)
- Albert Laborde-Scar
- Paul Frion
- Gabriel Pelissier
- René Garnier (1887–1984)
- Emmanuel Faure-Fremiet
- Emile Terroine
- Roux
- Maurice Gevrey
- F. Lafore
- Joseph Marty
- Georges Giraud
- Maurice Janet (1888–1983)
- Coty
- Paul Lévy (1886–1971)
- Gaston Julia (1893–1978)
- Léon Brillouin (1889–1969)
- Marcel Courtines
- Szolem Mandelbrojt (1899–1983)
- Yves Rocard (1903–1992)
- Vladimir Bernstein (1900–1936)
- Henri Cartan (1904–2008)
- André Weil (1906–1998)
- Jean Dieudonné (1906–1992)
- Paul Dubreil (1904–1994)
- René de Possel (1905–1974)
- Jean Leray (1906–1998)
- Georges Bourion
- Jean-Louis Destouches
- Jacques Solomon
- Claude Chevalley (1909–1984)
- Frédéric Roger
- Daniel Dugue
- Gérard Petiau
- Hubert Delange (1913–2003)
- Jacques Dufresnoy
- Laurent Schwartz (1915–2002)
- Jacqueline Ferrand (1918–2014)
- Roger Apéry (1916–1994)
- Jacques Deny (1916–2016)
- Jean-Louis Koszul (1921–2018)
- Jean Combes
- Jean-Pierre Serre (* 1926)
- Paul Malliavin (1925–2010)
- Maurice Roseau
- Bernard Malgrange (1928–2024)
- François Bruhat (1929–2007)
- Pierre Cartier (1932–2024)
- Paul-André Meyer (1934–2003)
- Marcel Froissart (1934–2015)
- Michel Demazure (* 1937)
- Gabriel Mokobodzki
- Hervé Jacquet (* 1939)
- Haïm Brezis (1944–2024)
- Alain Connes (* 1947)
- Gregory Chudnovsky (* 1952)
- Jean-Pierre Demailly (1957–2022)
- Jean-Benoît Bost (* 1961)
- Noam Elkies (* 1966)
- Laurent Lafforgue (* 1966)
- Philippe Michel (* 1969)
- Cédric Villani (* 1973)
- Vincent Lafforgue (* 1974)
- Gaëtan Chenevier
- Alessio Figalli (* 1984)
- Peter Scholze (* 1987)
- François Charles